# Kulturvernetzung Niederösterreich
Die Kulturvernetzung Niederösterreich ist eine Organisation in Form eines gemeinnützigen Vereins zur Unterstützung von Kunst und Kultur im österreichischen Bundesland Niederösterreich. 

## Aufgaben und Ziele
Die Kulturvernetzung hat es sich zur Aufgabe gemacht, dem regionalen Kunst- und Kulturgeschehen einen deutlich verbesserten Stellenwert im Bewusstsein der Gesellschaft zu ermöglichen. Weiters sieht sie die Unterstützung von ehrenamtlich durchgeführten Kunst- und Kulturprojekten als einen wesentlichen Beitrag zur Entwicklung der ländlichen Regionen. Mit derzeit 22 hauptamtlichen Mitarbeitern wird unter den Schlagwörtern „Service, Beratung, Hilfestellung“ allen Künstlern, Kulturinitiativen und -organisationen jede Form von Hilfe und Unterstützung bei der Umsetzung von Kulturprojekten geboten. Neben der persönlichen Beratung wird dabei vor allem die Website als wichtiges Werkzeug ständig erweitert und ausgebaut. Die Kulturvernetzung ist österreichweit die einzige Organisation, die es sich zum Ziel gemacht hat, „ohne Vorbedingungen“ den agierenden Künstlern und Kulturinitiativen bei der Durchführung ihrer Projekte als unterstützende Infrastruktur zur Verfügung zu stehen. 

## Kulturbegriff und Zugang
Unter Regionalkultur wird dabei nicht das traditionelle in die Vergangenheit gerichtete Kunst- und Kulturgeschehen verstanden, sondern zeitgenössische Aktivitäten. Der Zugang zur Kulturvernetzung ist ohne jede Einschränkungen möglich. Die überwiegende Zahl der Angebote ist kostenlos erhältlich. Lediglich einige spezielle Serviceleistungen werden nur für Mitglieder angeboten. Die Mitgliederzahl betrug Ende September 2018 mehr als 1.800.

## Projekte
Neben dem Betrieb von vier Regionalbüros, die sich um das Tagesgeschäft kümmern, werden einige große nicht kommerziell ausgerichtete Projekte umgesetzt, wie das Viertelfestival Niederösterreich, das größte Festival für Kunst und Kultur aus den Regionen in Österreich. Ein weiteres wichtiges Projekt sind die jährlich im Oktober stattfindenden Niederösterreichischen Tage der Offenen Ateliers, eine Schau der Bildenden Kunst in Niederösterreich. Die beiden Projekte haben ein Potential von 90.000 Besuchern und rund 2.000 beteiligten Künstlern. Weiterhin kennzeichnen sich die Projekte dadurch, dass sie an mehreren Standorten stattfinden (bis 80 beim Viertelfestival, mehrere Hundert bei den Offenen Ateliers). Außerdem betreibt die Kulturvernetzung gemeinsam mit Partnern einen Internet-Veranstaltungskalender für Österreich.